# OSE-Baureihe 460
Die Baureihe 460 ist ein voll klimatisierter, fünfteiliger, elektrischer Regionaltriebzug aus der Triebzugfamilie Desiro Classic von Siemens Transportation Systems (heute Siemens Mobility) der griechischen Staatsbahn OSE.
Die Produktion fand in Griechenland statt. Siemens arbeitete im Konsortium mit Hellenic Shipyards (die zu Howaldtswerke-Deutsche Werft und damit zu Thyssen-Krupp gehörten). Bei Hellenic Shipyards kam es jedoch zu Terminschwierigkeiten, sodass sie der griechischen Staatsbahn OSE acht bei Siemens georderte dieselgetriebene Desiro Classic der OSE-Baureihe 660 zur Überbrückung zur Verfügung stellten.
Am 30. Mai 2006 wurde der letzte der 20 Triebzüge an die Griechische Staatseisenbahn in Thessaloniki übergeben. Nachdem die Elektrifizierung eines Streckenstücks zwischen Athen und Thessaloniki abgeschlossen war, konnten die elektrischen Triebzüge eingesetzt werden, während die zur Überbrückung eingesetzten Dieseltriebwagen der OSE-Baureihe 660 an den Hersteller zurückgegeben werden konnten und nun bei den ungarischen Staatsbahnen eingesetzt werden.

## Strecken
Eingesetzt wird der Desiro der Baureihe 460 auf dem Flughafenzubringer in Athen durch die private Bahngesellschaft Proastiakos sowie auf der Nord-Süd-Magistrale Athen–Thessaloniki durch die griechische Staatsbahn OSE.